# Phrynobatrachus albomarginatus
Phrynobatrachus albomarginatus is een kikker uit de familie Phrynobatrachidae en het geslacht Phrynobatrachus.
De soort werd voor het eerst wetenschappelijk beschreven door Gaston-François de Witte in 1933. Oorspronkelijk werd de wetenschappelijke naam Phrynobatrachus albo-marginatus gebruikt. Er is nog geen Nederlandse naam voor deze soort. De kikker leeft in Afrika en komt endemisch voor in Congo-Kinshasa.